# Amka
Amka (ˁm-k3) ókori egyiptomi hivatalnok volt az I. dinasztia idején, Dzser, Dzset és Den uralkodása alatt. Ő az első egyiptomi hivatalnok, akinek pályafutása majdnem teljesen végigkövethető.

## Élete
Neve pecsétlenyomatokon maradt fenn Dzser, Dzset és Den sírjában, valamint Meritneith királynő sírjában, az abüdoszi temetőben. Ő az egyiptomi történelem első olyan hivatalnoka, akiről tudni, hogy több uralkodó alatt is szolgált. Pályafutása Dzser uralkodásának utolsó éveiben kezdődött, majd Dzset alatt folytatódott, és Den uralkodásának első éveiben ért véget, amikor Meritneith uralkodott régensként. Dzser alatt már Hór-szehenti-dzsu birtokának igazgatásával foglalkozott, a nebi és a heri-nehenu címeket viselte, utóbbit Dzset alatt is. Pályája csúcsát Meritneith és Den alatt érte el, mikor a halotti kultusz papja lett. Pályája végén a Nílus-delta nyugati részén, Hut-ihutban (talán a mai Kom el-Hiszn) volt kormányzó; úgy tűnik, a királyi birtokok igazgatása után a regionális adminisztráció területén helyezkedett el.

## Fordítás
- Ez a szócikk részben vagy egészben  az   Amka című német Wikipédia-szócikk ezen változatának fordításán alapul.  Az eredeti cikk szerkesztőit annak laptörténete sorolja fel. Ez a jelzés csupán a megfogalmazás eredetét és a szerzői jogokat jelzi, nem szolgál a cikkben szereplő információk forrásmegjelöléseként.